# Podagrion calopeplum
Podagrion calopeplum is een vliesvleugelig insect uit de familie Torymidae. De wetenschappelijke naam is voor het eerst geldig gepubliceerd in 1972 door Mani & Kaul.